# Гринів Лідія Святославівна

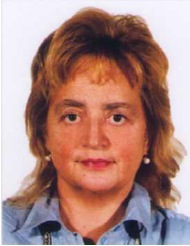

Гринів Лідія Святославівна (нар. 12 квітня 1956 р., м. Теребовля, Тернопільської області) — українська економістка, науковиця, завідувачка кафедри економіки України Львівського національного університету імені Івана Франка, докторка економічних наук, професорка, директорка Інституту сталого розвитку при Західному науковому центрі НАН України і МОН України. Галузі наукових інтересів: теоретична та прикладна економіка; новітня фізична економія, національна економіка, екологічна економіка та міждисциплінарні дослідження економіки сталого розвитку.
Освіта, наукові ступені та вчені звання:
- Закінчила Львівський державний університет імені Івана Франка (тепер — Львівський національний університет імені Івана Франка), здобувши кваліфікацію — «економіст».
- У 1990 р. захистила кандидатську дисертацію (PhD) на тему: «Територіальний госпрозрахунковий механізм управління курортами».
- У 2002 р. захистила докторську дисертацію на тему: «Теоретико-методологічні засади формування екологічно збалансованої економіки».
- Вчене звання професорки присвоєно у 2003 році на кафедрі економіки України Львівського національного університету імені Івана Франка.

Трудова діяльність З 1977—1993 рр. — інженерка, молодша наукова співробітниця та наукова співробітниця Львівського відділення інституту економіки АН УРСР (тепер Інститут регіональних досліджень НАН України).
- 1993—1995 — асистентка кафедри економіки України Львівського національного університету імені Івана Франка.
- 1995—2003 — доцентка Львівського національного університету імені Івана Франка.
- 2003—2006 — професорка Львівського національного університету імені Івана Франка.
- 2006 — й до тепер — завідувачка кафедри економіки України Львівського національного університету імені Івана Франка.

Наукова і педагогічна діяльність:
1. 1997 — науково-дослідницька робота у Віденському економічному університеті (Австрія).
2. 1998 — науково-дослідницька робота в університеті Ватерлу (Канада).
3. 1998—2015 — науково-дослідницька робота у міжнародних програмах досліджень сталого розвитку світу, а саме: Global Security Program (Велика Британія), Research Support Scheme (США — Чехія), CEESA-FAO of the UN (Німеччина), UNEP (ООН) та COST-Action STSM (Італія).

Основні напрями наукової діяльності:
- — експертність у галузі національної та екологічної економіки;
- — засновниця нового наукового напряму — просторової макроекономіки сталого розвитку;
- — авторка фізико-економічних теорій природного капіталу та сталого розвитку екологосоціогосподарських систем;
- — авторка концепції переходу національної економіки до ноосферної моделі сталого розвитку.

Вперше організувала на теренах України:
- — магістерську програму «Прикладна економіка» з узагальненим об'єктом дослідження — цільове програмування в економіці;
- — підготовку та випуск фахівців-магістрів за спеціальністю «Прикладна економіка».

Під керівництвом Гринів захищено 9 кандидатських дисертацій. Викладає навчальні дисципліни — «Національна економіка», «Екологічна економіка», «Національна економіка сталого розвитку», «Цільові програми в економіці», «Методи наукових досліджень в економіці».
Членкиня Українського наукового товариства імені С. Подолинського та Європейської наукової асоціації економістів-екологів. Членкиня спеціалізованої вченої ради Львівського національного університету імені Івана Франка.

## Публікації
Авторка понад 240 наукових публікацій та 15 монографій, зокрема:
- Фізична економія: нові моделі сталого розвитку: Монографія / Гринів Лідія Святославівна, Л., «Ліга-прес», 2016. — 425 с.
- Екологічна економіка: навч. посібник / Л. С. Гринів. — Львів: Магнолія-2006, 2010. — 360 с.
- Екологічна конституція Землі та фізико-економічна методологія формування превентивних механізмів екологічної безпеки / Л. С. Гринів // Екологічна конституція Землі. Методологічні засади / за ред. акад. НАН України, д.е.н., проф. Ю. Ю. Туниці. — Львів: РВВ НЛТУ України, 2011. — С. 243—252.
- Екологічно збалансована економіка: проблеми теорії: монографія / Л. С. Гринів. — Львів: Вид. центр ЛНУ ім. І. Франка, 2001. — 240 с.
- Наукові проблеми формування стратегії збалансованого розвитку національної економіки в Україні / Л. С. Гринів // Вісник соціально-економічних досліджень. — 2013. — Вип. 3(2). — С. 118—125.
- Національна економіка: навч. посібн. / Л. С. Гринів, М. В. Кічурчак. — Львів: Магнолія-2006, 2009. — 464 с.
- Ноосферна функція в економіці: проблеми теоретичного моделювання та вимірювання / Л. С. Гринів // Збірник наукових праць Хмельницького кооперативного торгово-економічного інституту. — Хмельницький, 2011. — № 2. — С. 63-74.
- Розвиток ідей В. І. Вернадського в новітній економічній науці / Л. С. Гринів // Вісник НАН України / Національна академія наук України. — Львів: Академперіодика НАН України, 2013. — № 7. — С. 44-52.
- Розвиток фізико-економічної методології сталого розвитку світу: проблеми та перспективи / Л. С. Гринів // Україна: Схід-Захід — проблеми сталого розвитку: кол. монографія. — Львів, НЛТУ, 2011. — Т.1. — С. 104—108.
- Теоретичний вимір фізичної економії: моделі збалансованого розвитку природосоціогосподарських систем / Л. С. Гринів / Фізична економія у вимірах теорії і практики господарювання: кол. монографія / за ред.. Ю. О. Лупенка, В. М. Жука, В. О. Шевчука, О. В. Ходаківської. — К. : ННЦ ІАЕ, 2013. — С. 93-154.
- Hryniv L. Environment situation of agriculture and sustainable development in Ukraine. Central and Eastern European Sustainable Agriculture: Monograph / [K. Hagedorn, L. Hryniv. A. Lutteken. S. Tanic et al.]. — Rome: FAO of the UN, 1999. — P. 270—289.
- Hryniv L.S. Physical Economics and Accounting of Sustainable Development Indicators / L.S. Hryniv // Environmental accounting and Sustainable Development Indicators. — Prague, EASDI, 2007. — P. 38-45.
- Hryniv L.S. Target-based environmental programming for the Carpathian region: the potential contribution of the Visegrad Group / L.S. Hryniv, D.I. Khodyko // European Offroads of Social Science. — 2013. — N 1. — P. 14-32.
- Hryniv L.S. Transdisciplinary approach to sustainability: new models and possibilities / L.S. Hryniv // Ecological Economics and sustainable forest management / ed. I.P. Soloviy and W.S. Keeton. — UNFUP. — L., 2009. — P. 85-97.